# Biokompatibilitet
Biokompatibilitet är ett begrepp inom bland annat materialteknik och bioteknik som innebär förmågan att utföra en specifik uppgift i en kropp med ett ändamålsenligt svar från kroppen. Ett exempel är ett höftbensimplantat som opereras in och fästs i höftbenet. Tvetydigheten i begreppet återspeglar den pågående utvecklingen av insikten om hur biomaterial interagerar med människokroppen och så småningom hur dessa interaktioner avgör den kliniska framgången för en medicinsk utrustning (som pacemaker, höftprotes eller stent). Moderna medicintekniska produkter och proteser är ofta gjorda av mer än ett material så det kanske inte alltid räcker att tala om biokompatibiliteten hos ett specifikt material.
Eftersom immunsvaret och reparationsfunktionerna i kroppen är så komplicerade är det inte tillräckligt att beskriva biokompatibiliteten hos ett enskilt material i förhållande till en enskild celltyp eller vävnad. Ibland hör man om biokompatibilitetstestning som är ett stort batteri av in vitro-test som används i enlighet med ISO 10993 (eller andra liknande standarder) för att avgöra om ett visst material (eller snarare biomedicinsk produkt) är biokompatibelt. Dessa tester bestämmer inte biokompatibiliteten hos ett material, de utgör ett viktigt steg mot djurförsök och slutligen kliniska prövningar som kommer att fastställa biokompatibiliteten hos materialet i en given användning och därmed medicinsk utrustning som implantat eller anordningar för läkemedelsdosering. Forskningsresultat har dragit slutsatsen att under utförandet av in vitro cytotoxicitetstester av biomaterial "bör utföraren noggrant specificera testets villkor och jämförelse av olika studier bör utföras med försiktighet".

## Historik
Ordet biokompatibilitet verkar ha nämnts för första gången i peer-review-tidskrifter och möten 1970 av R. J. Hegyeli (Amer Chem Soc Annual Meeting abstract) och C. A. Homsy. Det tog nästan två decennier innan det började användas allmänt i vetenskaplig litteratur (se grafen nedan).
Nyligen har Williams (igen) försökt att omvärdera den nuvarande kunskapsstatusen angående vilka faktorer som avgör klinisk framgång. Gör man det noteras att ett implantat kanske inte alltid behöver vara positivt bioaktivt men det får inte göra någon skada (varken lokalt eller systemiskt).

## Fem definitioner av biokompatibilitet
1. "Kvaliteten av att inte ha toxiska eller skadliga effekter på biologiska system".[9]
2. "Förmågan hos ett material att prestera med ett lämpligt värdsvar i en specifik applikation", Williams definition.[10]
3. "Jämförelse av det vävnadssvar som produceras genom den nära förbindelsen med det implanterade kandidatmaterialet till dess implantatställe i värddjuret med det vävnadssvar som erkänts och fastställts som lämpligt med kontrollmaterial" - ASTM
4. "Refererar till förmågan hos ett biomaterial att utföra dess önskade funktion med avseende på en medicinsk terapi, utan att framkalla några oönskade lokala eller systemiska effekter hos mottagaren eller nyttan av terapin, men generera det mest lämpliga fördelaktiga cell- eller vävnadssvaret i den specifika situation och optimera den kliniskt relevanta prestandan för terapin".[8]
5. "Biokompatibilitet är förmågan hos en protes implanterad i kroppen att existera i harmoni med vävnad utan att orsaka skadliga förändringar".[11]